# みたあきこ
みた あきこ（本名：見田 亜希子（読み同じ）、3月26日 - ）は日本の女性歌手。兵庫県・神戸市出身。血液型はAB型。

## 人物
兵庫県尼崎市に生まれる。幼少期に神戸へ引っ越す。
幼い頃から歌うことが好きで、小学校時代、おかあさんといっしょの歌のおねえさんに憧れ当方は卒業文集にも書いた。
高校生の時に初めて作曲をする。3年間で30枚のアルバムとMDを作る。その後作詞作曲歌をNaokyに習い音楽理論を学ぶ。
歌手だけではなく、MCも務める。ヴォイストレーニングを小島理恵に習う。江古田マーキーで定期的にライブ活動を開始する。
CD DVD
- 2ndアルバム目覚めたら青空
- thirdアルバムBecause of you
- 一人芝居白雪姫～おとなの童謡
- 映像と主題歌の  CDがセットになったDVDを限定販売。

受賞
- アリーナレコード主催のライブ[要説明]
- Arena Music Wave 3Sグランプリ受賞[要説明]

## コンサート
- 新宿歌舞伎町ゴールデンエッグ
- 江古田マーキー
- 下北沢ブルームーン
- 赤坂JAZZ橋の下
- みたあきこワンライブ（プランタン、リュミール、エトワール開催）

## その他
- アリーナレコーズよりデビューシングルミルキーハイウェイを発表。
- 千葉テレビ『The座』初回出演
- ZXのオーナー、ザクスカルしゅうと、バンドみたあきこTHECHESHlRCATを結成。
- 子供向け番組の作曲、うた、ピアノ、イラスト、声優を担当。